# MG A
O A é um automóvel esportivo da MG.